# Chin Peng
Chin Peng (chinesisch 陳平, Pinyin Chén Píng; richtiger Name wahrscheinlich Ong Boon Hua chinesisch 王文華, Pinyin Wáng Wénhuá; * 1922 in Sitiawan, Malaya; † 16. September 2013 in Bangkok, Thailand) war ein malaysischer Politiker und Unabhängigkeitskämpfer. Ab März 1947 war er für lange Jahre Chef der Kommunistischen Partei von Malaya. Er folgte dabei Loi Tack, der als Doppelagent enttarnt worden war, nachdem er mit der Parteikasse verschwunden war. Als entschiedener Gegner des Kolonialismus spielte er eine führende Rolle bei der Bekämpfung der Briten im Lande.

## Leben
Chin Peng erhielt den Orden des Britischen Empires für seinen Einsatz gegen die Japaner. Er wurde am Beginn des Kalten Krieges Parteivorsitzender und wurde im März 1948 in seinem Amt bestätigt, als die Partei Massenproteste gegen die britische Okkupation beschloss. Die wachsende Gewalt veranlasste die Briten bereits im Juni, den Notstand auszurufen. Mitte der 1950er Jahre war der Aufstand weitgehend eingedämmt, doch hatten sich beachtliche Kräfte im Norden des Landes an der Grenze zu Thailand neu formiert. Im November 1955 deutete Chin Peng die Bereitschaft zu Verhandlungen mit den gewählten Regierungen von Malaya und Singapur an. Schon im folgenden Monat fanden daraufhin nahe der thailändischen Grenze die Baling-Gespräche mit Tunku Abdul Rahman (Malaysia) und David Saul Marshall (Singapur) statt, doch blieben Ergebnisse aus. Chin Peng bot das Ende des Aufstandes an, wollte aber dafür die Legalisierung der Kommunistischen Partei erreichen, was rundweg abgelehnt wurde.
Chin Peng kehrte in den Untergrund zurück, doch verlor die Bewegung an Durchschlagskraft, so dass der Notstand aufgehoben werden konnte. Chin Peng tauchte mit Teilen seiner Truppen in Süd-Thailand unter. Ende 1960 ging er nach Peking, wo er sich viele Jahre aufhielt. Aus dem Süden Chinas startete er eine geheime Radiostation, die bis nach Malaysia sendete.
In den 1970er Jahren spaltete sich die Partei in drei Fraktionen auf. Es gab Gerüchte, dass Chin Peng als Generalsekretär abgelöst worden sei. Am 2. Dezember 1989 wurde Chin Peng in der südthailändischen Stadt Hat Yai gesehen, wo er sich in einem Anzug und bei guter Gesundheit mit Vertretern der thailändischen und malaysischen Regierungen konferierte. Er unterzeichnete zwei Friedensabkommen, wobei er die Waffen niederlegte, aber nicht die Partei auflöste.
Zu Beginn des Jahres 2000 beantragte Chin Peng die Rückkehr nach Malaysia, was sich als eine komplexe legale Frage erwies. Schließlich wurde sein Gesuch 2005 vom Obersten Gerichtshof zurückgewiesen.
2006 drehte der malaysische Journalist und Filmemacher Amir Muhammad unter dem Titel The Last Communist eine Dokumentation über Chin Pengs Leben, die auch im Rahmen der Berlinale gezeigt wurde.